# Дубинка (Каменец-Подольский район)
Дубинка (укр. Дубинка) — село в Каменец-Подольском районе Хмельницкой области Украины.
Население по переписи 2001 года составляло 213 человек. Почтовый индекс — 32324. Телефонный код — 3849. Занимает площадь 4,385 км².

## Местный совет
32324, Хмельницкая обл., Каменец-Подольский р-н, с. Залесье Второе, ул. Б. Хмельницького, 90